# Merlieux-et-Fouquerolles
Merlieux-et-Fouquerolles é uma comuna francesa na região administrativa de Altos da França, no departamento de Aisne. Estende-se por uma área de 5,77 km². Em 2010 a comuna tinha 270 habitantes (densidade: 46,8 hab./km²).